# Абалкин, Леонид Иванович
Леони́д Ива́нович Аба́лкин (5 мая 1930, Москва — 2 мая 2011, Москва) — советский и российский экономист, академик  АН СССР (23.12.1987), РАН. Являлся заместителем председателя Совета Министров СССР. Доктор экономических наук, профессор (1980).

## Биография
Родился в семье бухгалтерских работников Ивана Александровича (1894—1966) и Зои Ивановны (урожд. Рудакова; 1896—1976) Абалкиных. Брат отца заведовал отделом литературы и искусства газеты «Правда».
В 1948 году поступил в Московский институт народного хозяйства им. Г. В. Плеханова, который окончил с отличием в 1952 году.
С 1952 года преподавал, был заместителем директора по учебной части Сельскохозяйственного техникума в городе Гусеве Калининградской области.
С 1958 года — аспирант Московского государственного экономического института.
После объединения Московского государственного экономического института и Московского института народного хозяйства, c 1961 года был ассистентом, старшим преподавателем, доцентом, профессором, а с 1966 г. — заведующим кафедрой политической экономии МИНХ имени Г. В. Плеханова.
В 1976—1985 годах — профессор и заведующий кафедрой политической экономии Академии общественных наук (АОН) при ЦК КПСС.
Член-корреспондент АН СССР c 26 декабря 1984, Отделение экономики (советская экономика). Академик АН СССР c 23 декабря 1987 — Отделение экономики (экономика).
В 1988—1990 годах — член президиума АН СССР.
В 1986—1989 и в 1991—2005 годах — директор Института экономики АН СССР/РАН.
Иностранный член Берлинской АН и НАН Беларуси (2000). Член Бюро отделения общественных наук РАН, член секции экономики этого отделения. Академик Российской Академии наук, Международной Академии управления, Нью-Йоркской Академии наук, Международной Академии Евразии, президент Международного фонда имени Кондратьева, вице-президент Вольного экономического общества России и Международного союза экономистов.
В последние годы жизни был научным руководителем Института экономики РАН. С 1987 года работал на экономическом факультете МГУ, заведовал кафедрой социально-экономических проблем. С 2001 года — заслуженный профессор МГУ.
Скончался 2 мая 2011 года в Москве, не дожив трёх дней до своего 81-летия. Похоронен на Троекуровском кладбище (уч. 22).

### Семья
Супруга — Анна Вартановна Абалкина (род. 1931-2017).
Дети: Иван (род. 1953) и Ирина (род. 1961), экономист.

## Политическая деятельность
На XIX Всесоюзной конференции КПСС (1988) выступил с критикой популярной концепции ускорения: с его точки зрения, экономика страны нуждалась не столько в увеличении темпов экономического роста, сколько в структурной перестройке. Перестройку рассматривал как механизм развития и совершенствования социализма. На конференции он подверг сомнению предложение М. С. Горбачёва ввести практику совмещения партийных и государственных постов.
В 1989 году был избран народным депутатом СССР от КПСС, но после назначения его в августе того же года заместителем председателя Совета министров сложил с себя депутатские полномочия. В 1989—1991 — заместитель Председателя Совета Министров СССР. Член ЦК КПСС в 1990—1991. Автор одной из нашумевших программ перехода к рыночной экономике. В результате реформы, основанной на административных методах управления экономикой, кризис продолжал усиливаться, увеличение налоговой нагрузки на заработную плату высокооплачиваемых работников способствовало усилению теневой экономики (в первую очередь за счёт т. н. «зарплат в конверте»). Оправдывал неудачи правительства тем, что массы не приемлют курса реформ, не подготовлены к работе в новых условиях. С мая по декабрь 1991 года — советник Президента СССР.
К российской группе реформаторов Абалкин относился резко отрицательно, видя в них лишь деструктивную силу рвущихся к власти карьеристов. Политику Ельцина называл «путём к капитализму и развалу Советского Союза». По словам Абалкина, своим главным врагом он считал «революционный экстремизм».
Участвовал в руководстве разработкой альтернативной экономической программы в начале 1994 года. Заявлял, что России нужна не западная либеральная разновидность рынка, а социально ориентированная модель экономики, напоминающая китайскую.
Летом 2000 года на заседании Госдумы выступил с критикой программы Германа Грефа, который, по мнению академика, «просто переписывает творения западных либеральных экономистов».
В интервью радио «Эхо Москвы» бывший министр экономики РФ Евгений Ясин привёл любимую цитату Абалкина: «если мы выиграем на финансовом фронте, то мы выиграем всё» (автор слов — В. И. Ленин).

## Научная деятельность
Будучи крупным специалистом в области методологии экономической науки, проблем экономической политики и хозяйственного механизма, свои главные научные интересы в последние годы жизни сосредоточил на разработке путей преобразования российского общества, осмыслении культурно-исторического фона и путей цивилизационных перспектив экономических реформ.
Главный редактор журнала «Вопросы экономики», президент Международного фонда им. Кондратьева, вице-президент Вольного экономического общества России и Международного союза экономистов, Почётный председатель Международной ассоциации ветеранов шахмат, член научного общества «Философско-экономическое учёное собрание».
Разработал основы российской школы социально-экономической мысли.

## Награды и премии
- Орден «За заслуги перед Отечеством» III степени (18 ноября 2010) — за значительный вклад в развитие отечественной науки в области экономики и многолетнюю плодотворную деятельность[12]
- Орден «За заслуги перед Отечеством» IV степени (5 мая 2000) — за заслуги в научной деятельности и подготовку высококвалифицированных кадров[13]
- Орден Почёта (14 ноября 2005) — за большие заслуги в области науки и образования[14]
- Орден Дружбы народов (1986)
- Медаль «В ознаменование 100-летия со дня рождения Владимира Ильича Ленина» (1970)
- Медаль «Ветеран труда»
- Почётная Грамота Президиума Верховного Совета РСФСР
- Медаль Дружбы (Вьетнам) (1978)
- Орден"Слава России"
- Орден Петра Великого I степени (2004)
- Орден «За усердие во благо Отечества» III степени (2005)
- Медаль «За вклад в развитие предпринимательства» (1997)
- Медаль «2000 выдающихся людей XX столетия» (Кембридж, Англия, 1997)
- Лауреат премии Фонда содействия отечественной науке в номинации «Выдающиеся учёные» (2004)[15]
- Премия имени Н. Д. Кондратьева — За монографию «Россия: поиск самоопределения»[16]
- Лауреат национальной премии «Россиянин года» — за беззаветную преданность науке, незаурядный организаторский талант и выдающийся вклад в развитие отечественного экономического образования (2005)[17].

## Увлечения
Увлекался шахматами, являлся кандидатом в мастера спорта, был почётным председателем Международной ассоциации ветеранов шахмат. Интересовался историей России. Увлекался садоводством.

## Публикации
Опубликовал около 800 печатных работ, в том числе 24 индивидуальные монографии. 

### Книги
- Планомерное развитие и пропорции мирового социалистического хозяйства. — М., 1965
- Политическая экономия и экономическая политика. — М., 1970
- Экономические законы социализма. — М., 1971
- Хозяйственный механизм развитого социалистического общества. — М., 1973
- Конечные народнохозяйственные результаты (сущность, показатели, пути повышения). — М., 1978, 1982
- Диалектика социалистической экономики. — М., 1981
- Курсом ускорения. — М., 1986
- Новый тип экономического мышления. — М.: Экономика, 1987. — 189, [2] с.
- Перестройка: пути и проблемы. — М., 1988
- Неиспользованный шанс: Полтора года в правительстве. — М.: Политиздат, 1991. — 304 с. — ISBN 5-250-01797-5
- К цели через кризис. Судьба экономической реформы. — М., 1992
- На перепутье. — М.: Институт экономики РАН, 1993. — ISBN 5-201-03400-4
- Экономические воззрения и государственная деятельность С. Ю. Витте / Л. Абалкин; Рос. акад. наук. Ин-т экономики. — М., 1999. — 52, [1] с. — ISBN 5-201-03238-9
- Россия: поиск самоопределения : = Russia in search for identity: Очерки / Леонид Абалкин; Рос. акад. наук. — М.: Наука, 2002 (ППП Тип. Наука). — 424, [4] с. — ISBN 5-02-006251-0
- Россия: осмысление судьбы. — М.: ИД «Экономическая газета», 2012. — ISBN 978-5-4319-0031-0.

### Статьи
- Л. Абалкин. Теоретические вопросы хозяйственного механизма // журнал "Коммунист", № 14 (1420), сентябрь 1983